# Теорије завере о НЛО
Теорије завере о НЛО јесте подскуп теорија завере које тврде да различите владе и политичари на глобалном нивоу, посебно Влада Сједињених Држава, потискују доказе да неидентификоване летеће објекте контролише нељудска интелигенција или да су изграђени коришћењем ванземаљске технологије. Такве теорије завере обично тврде да су земаљске владе у комуникацији или сарадњи са ванземаљским посетиоцима упркос јавном одрицању одговорности, као и да неке од ових теорија тврде да владе експлицитно дозвољавају отмицу ванземаљаца.
Појединци који су јавно изјавили да се докази о НЛО прикривају су: сенатор САД Бари Голдвотер, британски адмирал Лорд Хилл-Нортон (бивши шеф НАТО-а и шеф британског штаба одбране), амерички вицеадмирал Роско Х. Хиленкојтер (први директор ЦИА), израелски бригадни генерал Хаим Ешед (бивши директор свемирских програма за Министарство одбране Израела), астронаути Гордон Купер и Едгар Мичел, и бивши канадски министар одбране Пол Хелијер  Осим својих сведочења и извештаја, они нису изнели ниједан доказ који би поткрепио дате изјаве и тврдње. Према Committee for Skeptical Inquiry, постоји мало или нимало доказа који би их подржали упркос значајним истраживањима невладиних научних агенција на ову тему.
Теолози су идентификовали неке нове религиозне покрете међу заговорницима теорија завере о НЛО-има, пре свега: Капију раја, Исламску нацију и Сајентологију.

## У популарнј култури
Популарна фикција често укључује сценарије у којима влада не открива откриће не-људске интелигенције свом становништву.
Године 1968, редитељ Стенли Кјубрик је истражио идеју у свом филму 2001: Одисеја, заснованом на роману Артура К. Кларка. У тим радовима, откриће нељудског артефакта подстиче владино заташкавање, а тајновитост због открића обухвата чак и на астронауте који имају задатак да истраже откриће. Познате сцена филма Голи у седлу из 1969. представља лик који по први пут покушава да пуши траву и даје дуго излагање о високо еволуираним Венеријанцима чије свеприсутно присуство на земљи прикривају вође скривеног друштва. Године 1977. филм Стивена Спилберга Блиски сусрет треће врсте представља причу о Роју Нирију, свакодневном раднику у Индијани, чије НЛО искуство га поставља у потрагу за превазилажењем владине тајне и дезинформација.
У филму Хангар 18 из 1980. године, влада проналази срушену летелицу ванземаљаца у пустињи југозапада САД и покушава да прикрије откриће. Као и 2001. године, сазнаје се да су ванземаљци утицали на ток људске еволуције. У филму из 1982. године Е. Т. ванземаљац, владини научници скривају откриће ванземаљског бића. У филму Тотални опозив из 1990. године, владине снаге прикривају откриће древних ванземаљских артефаката на Марсу.
Почевши од 1993. године, телевизијска серија Досије Икс приказивала је агента ФБИ Фокса Молдера док је покушавао да превазиђе владине напоре да сакрије истину о НЛО-има. Насупрот томе, научнофантастични/комедија из 1997. године Људи у црном пратили су владине агенте који су имали задатак да одржавају заташкавање како би спречили панику. Владино прикривање и покушај реверзног инжењеринга након Розвела био је централни елемент филма Дан независности из 1996. године.
Други телевизијски програми и филмови као што су Тамно небо, Звездана капија, Пројекат Плава књига и низ романа садрже елементе теорија завере о НЛО. Измишљени елементи могу укључивати владине злокобне оперативце људи у црном, војне базе познате као Овласт 51,  Портон Довн, место несреће у Розвелу, Нови Мексико, инцидент у Рендлешамској шуми и друго.
Роман The Doomsday Conspiracy Сиднија Шелдона укључује НЛО заверу као део главног тока приче.
У марту 2001. године, бивши астронаут Џон Глен појавио се у епизоди ТВ серије Фејжер глумећи измишљену верзију себе који признаје да је прикривао НЛО.